# Ritchiea macrantha
Ritchiea macrantha är en kaprisväxtart som beskrevs av Ferdinand Albin Pax, Amp; Gilg och Ernest Friedrich Gilg. Ritchiea macrantha ingår i släktet Ritchiea och familjen kaprisväxter. Inga underarter finns listade i Catalogue of Life.